# Kalben (Adelsgeschlecht)

Wappen derer von Kalben

Kalben (lat. de Calve; in Lübeck auch von Calven) ist der Name eines alten märkischen Adelsgeschlechts. Es leitet seinen Namen von der Burg Kalbe an der Milde in der Altmark ab. Im Mittelalter verband sich die Familie über mehrere Generationen mit dem städtischen Patriziat der Hansestadt Lübeck.

## Geschichte
Das Geschlecht erscheint erstmals urkundlich am 4. Februar 1207 mit E(bel) de Calve Benannten und seinen Söhnen unter den Mannen Markgraf Albrecht II. als Zeugen auf der Burg Salzwedel. Die ununterbrochene Stammreihe beginnt mit Reyner von Calven, † in Lübeck 1421, der 1375 in der Altmark begütert war und nach Lübeck zog. Er wurde dort Ratsherr und Mitglied der Zirkelgesellschaft.
Die Familie ist vom Mittelalter bis 1945 in der Gegend zwischen Stendal und Kalbe (Milde) durch landwirtschaftlichen Grundbesitz nachgewiesen. Sie stellte im 13. und 14. Jahrhundert Ratsherren und Bürgermeister in Stendal und verzweigte sich im letzten Viertel des 14. Jahrhunderts nach Lübeck, wo bereits der erste Lübecker Ratsherr aus der Familie auch in die vornehme Zirkelgesellschaft aufgenommen wurde.

## Wappen
Blasonierung: In Blau drei (2:1) goldene Sterne. Auf dem Helm mit blau-goldenen Helmdecken ein goldener Stern zwischen zwei blauen Büffelhörnern.
Im Wappenbuch des Westfälischen Adels und in Johann Siebmachers großem und allgemeinem Wappenbuch wird das Wappen abweichend in Rot mit silbernen Sternen dargestellt; Helmdecken entsprechend rot-silbern.

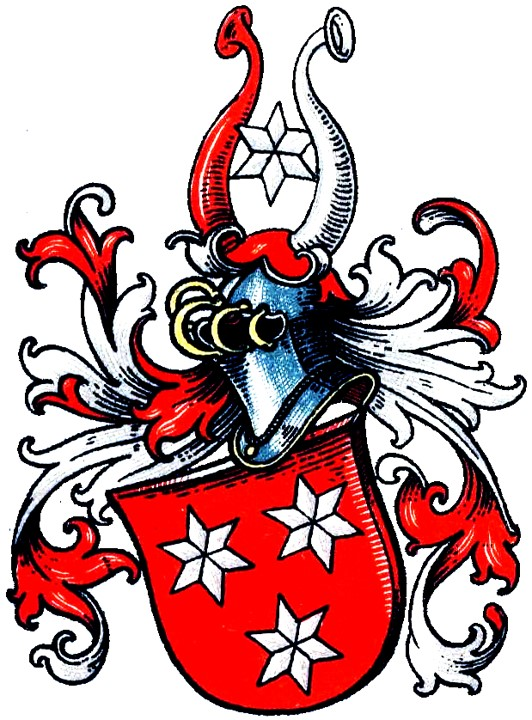
Wappen derer von Calv im Westfälischen Wappenbuch
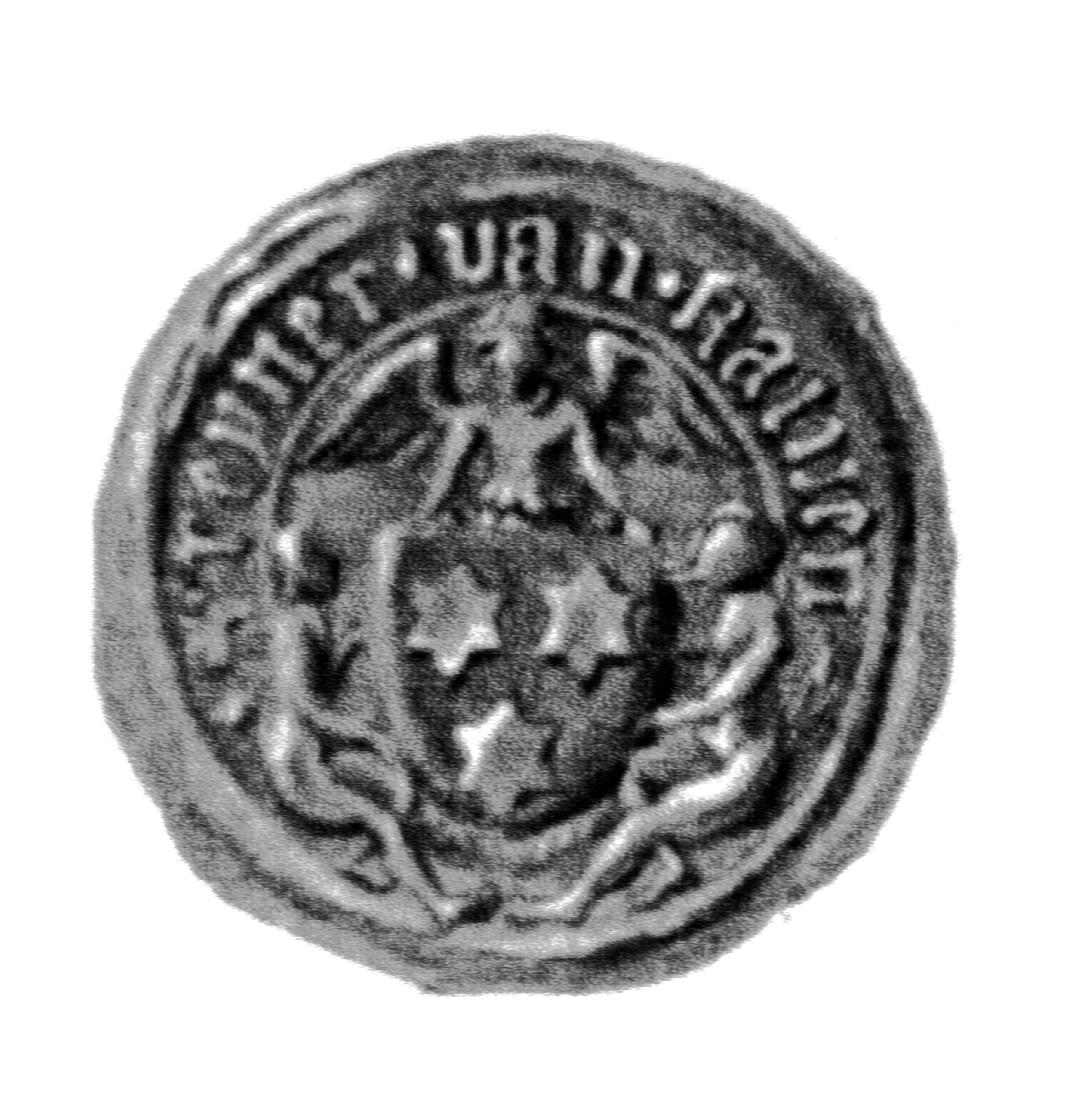
Siegel des Reyner von Calven um 1408

## Namensträger
- Reyner von Calven (* um 1350; † 1421), Lübecker Ratsherr
  - Wilhelm von Calven († 1465), Lübecker Bürgermeister
    - Heinrich von Calven († 1504), Lübecker Ratsherr und Amtmann in Bergedorf
- Dietrich von Calven (um 1469), Dompropst in Lübeck
- Heinrich Detlef von Kalben († 1757),  Oberstleutnant, Grundherr auf Schmoor und auf Wollenhagen
- Rudolf von Kalben (1869–1951), Regionalhistoriker
  - Heinrich Detloff von Kalben (1898–1966), deutscher Verwaltungsjurist und Historiker der Altmark
  - Werner von Kalben (1900–1965), Landwirt
    - Io von Kalben (* 1927), Diplom-Landwirt, Dr. agr.
      - Eka von Kalben (* 1964), deutsche Politikerin

### Weitere
siehe Liste der Mitglieder der Zirkelgesellschaft